# Hultsfreds kommun
Hultsfreds kommun är en kommun i Kalmar län, i inlandet i länets norra del. Centralort är Hultsfred. 
Höjderna i området är bevuxna med skog, totalt 80 procent av kommunens yta. I kontrast är dalgångarnas bottnar fyllts av vattenavsatta sediment. I anslutning till Emåns dalgång, särskilt i partierna kring Mörlunda, ligger det största sammanhängande sedimentområdet. Emån kantas av lövskogspartier, hagmarker och öppna odlingslandskap. Skogen har också en stor del i det lokala näringslivet. I början av 2020-talet återfanns ungefär en fjärdedel av kommunens arbetstillfällen inom tillverkningsindustrin, primärt inom skogs- och trävaruindustrin.  
Under lång tid hade kommunen en negativ befolkningstillväxt. Den trenden bröts 2016 som en följd av ökad inflyttning från utlandet.
Socialdemokraterna har varit största parti i samtliga val. Kommunen har dock sedan åtminstone 2010 styrts av borgerliga eller höger-mittenkoalitioner.

## Administrativ historik
Kommunens område motsvarar socknarna: Gårdveda, Järeda, Lönneberga, Målilla, Mörlunda, Tveta, Vena och Virserum. I dessa socknar bildades vid kommunreformen 1862 landskommuner med motsvarande namn. 
Hultsfreds köping bildades 1927 som en utbrytning ur Vena landskommun
Vid kommunreformen 1952 bildades storkommunerna Målilla (av de tidigare kommunerna Gårdveda och Målilla), Mörlunda (av Mörlunda och Tveta) samt Virserum (av Järeda och Virserum) medan landskommunerna Lönneberga och Vena samt Hultsfreds köping förblev oförändrade.
Virserums köping bildades 1956 genom en ombildning av Virserums landskommun. Samtidigt upphörde Virserums municipalsamhälle, som inrättats den 9 februari 1917.
1969 införlivas landskommunerna Lönneberga och Målilla i Hultsfreds köping. Hultsfreds kommun bildades vid kommunreformen 1971 av Hultsfreds köping, Virserums köping, Mörlunda landskommun och Vena landskommun.
Kommunen ingick från bildandet till 2005  i Oskarshamns domsaga och kommunen ingår sedan 2005 i Kalmar domsaga.

## Geografi
Kommunen gränsar till Vetlanda kommun och Eksjö kommun åt väst respektive nordväst inom Jönköpings län. Inom Kalmar län har kommunen sin nordliga gräns med Vimmerby kommun, och åt öst med Oskarshamns kommun och åt söder med Högsby kommun. I sydväst gränsar Hultsfreds kommun till Uppvidinge kommun i Kronobergs län.

### Topografi och hydrografi
Berggrunden i området som utgör kommun är kraftigt uppsprucken med två sprickriktningar; nordvästlig–sydöstlig och en mindre dominant i vinkelrätt riktning mot denna. Majoriteten av kommunens sjöar följer dessa två sprickriktningar. Höjderna är täckta med morän och bevuxna med skog. I kontrast är dalgångarnas bottnar fyllts av vattenavsatta sediment. I anslutning till Emåns dalgång, särskilt i partierna kring Mörlunda, ligger det största sammanhängande sedimentområdet. Även Emån följer berggrundens sprickriktningar och har ett kraftigt meandrande lopp. Längs vägen kantas Emåns dalgång av lövskogspartier, hagmarker och öppna odlingslandskap. Den sistnämnda  sträcker sig från Årena i nordväst till Ryningsnäs i sydöst. Längs Emån och Virserumsåsen har märkliga former av isälvsavlagringar som utbildats i anslutning till en lokal issjö.
Nedan presenteras andelen av den totala ytan 2020 i kommunen jämfört med riket.
|  | Bebyggelse (3,9 %) |

|  | Skog (79,4 %) |

|  | Öppen myrmark (0,7 %) |

|  | Jordbruksmark (8,9 %) |

|  | Övrig mark (7,1 %) |

|  | Bebyggelse (3,1 %) |

|  | Skog (68,0 %) |

|  | Öppen myrmark (7,2 %) |

|  | Jordbruksmark (7,4 %) |

|  | Övrig mark (14,3 %) |

### Naturskydd
År 2023 fanns 22 naturreservat i Hultsfreds kommun. Som exempel kan nämnas Grönudde som omfattar 102 hektar gammal, urskogslik skog och sjön Ver. I sjön finns glacialreliken Mysis relicta.

### Administrativ indelning
Fram till 2016 var kommunen för befolkningsrapportering indelad i sju församlingar: Hultsfreds församling, Järeda församling, Lönneberga församling, Målilla med Gårdveda församling, Mörlunda-Tveta församling, Vena församling och Virserums församling.

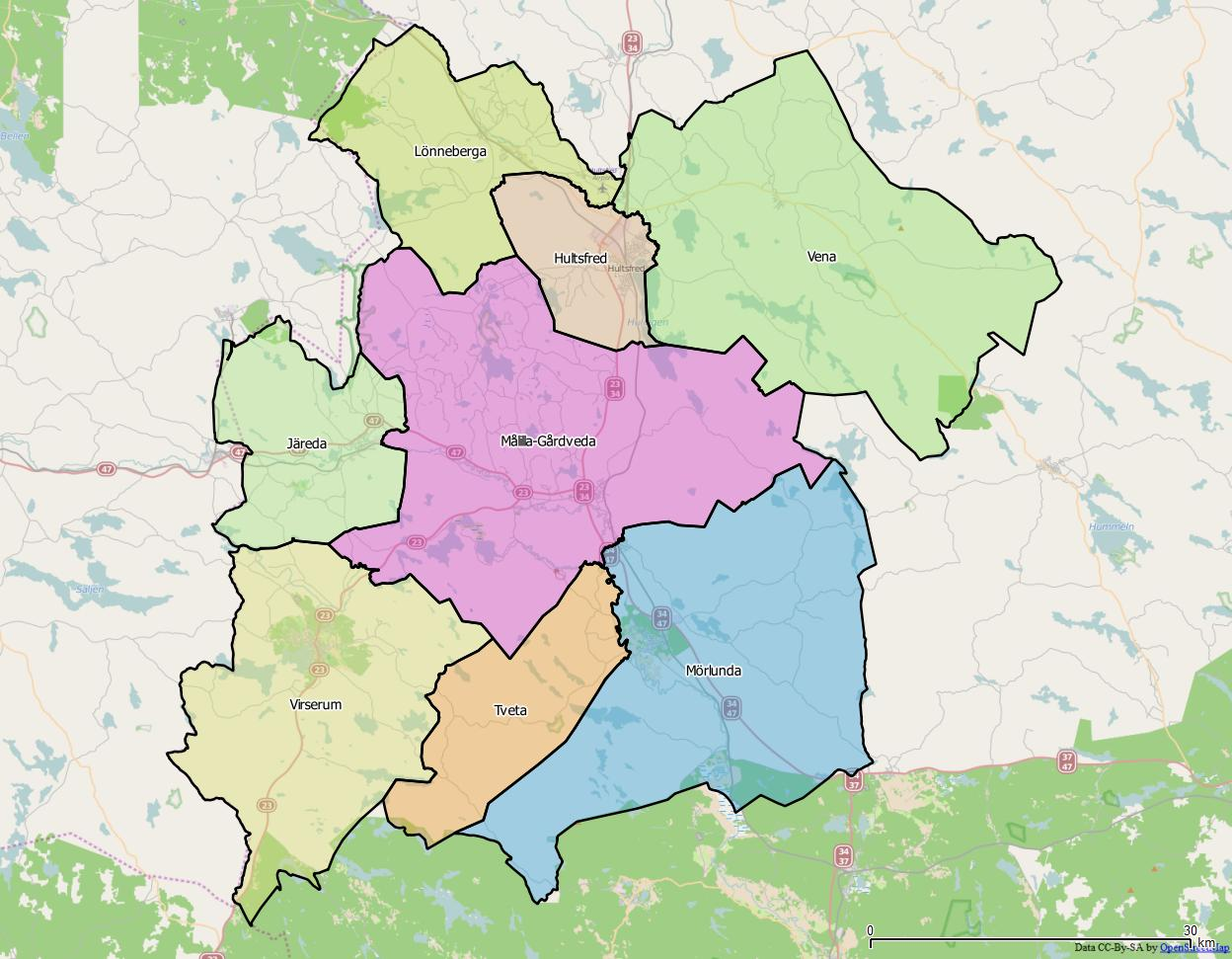
Distrikt inom Hultsfreds kommun

Från 2016 indelas kommunen istället i åtta  distrikt: Hultsfred, Järeda, Lönneberga, Målilla-Gårdveda, Mörlunda, Tveta, Vena och Virserum.

### Tätorter
Det finns åtta tätorter i Hultsfreds kommun. 
- Hultsfred
- Virserum
- Målilla
- Mörlunda
- Silverdalen
- Järnforsen
- Vena
- Rosenfors

## Styre och politik

### Styre
Mandatperioden 2010–2014 styrdes kommunen av allianspartierna i koalition med Miljöpartiet. Tillsammans samlade koalitionen 25 av 44 mandat i kommunfullmäktige. Samma koalition behöll makten även den påföljande mandatperioden. 
Efter valet 2018 kunde Centerpartiet, Kristdemokraterna och Moderaterna bilda egen majoritet, och deras position stärktes i valet 2022 från 50,2 procent av rösterna i 2018 års val till 53,8 procent.

### Kommunfullmäktige

#### Kommunstyrelse
| Presidium 2022–2026    | Presidium 2022–2026 | Presidium 2022–2026 |
| ---------------------- | ------------------- | ------------------- |
| Ordförande             | KD                  | Anders Andersson    |
| Förste vice ordförande | C                   | Alexander Steinwall |
| Andre vice ordförande  | S                   | Lena Hasting        |

#### Mandatfördelning 1970–2022
|  | 21 | 15 | 4 | 2 | 6 |

| 46 |

| 2 | 20 | 15 | 3 | 2 | 7 |

| 42 | 7 |

| 2 | 21 | 14 | 3 | 2 | 7 |

| 42 | 7 |

| 4 | 20 | 13 | 3 | 2 | 7 |

| 39 | 10 |

| 3 | 20 | 13 | 2 | 3 | 8 |

| 41 | 8 |

| 4 | 20 | 13 | 3 | 2 | 7 |

| 37 | 12 |

| 4 | 20 |  | 13 | 2 | 3 | 6 |

| 37 | 12 |

| 6 | 17 | 12 | 2 | 5 | 7 |

| 37 | 12 |

| 7 | 21 | 12 |  | 3 | 5 |

| 32 | 17 |

| 7 | 19 | 2 | 8 |  | 7 | 5 |

| 35 | 14 |

| 5 | 21 | 2 | 9 | 2 | 6 | 4 |

| 32 | 17 |

| 5 | 18 |  | 2 | 9 |  | 4 | 5 |

| 28 |  | 16 |

| 4 | 15 | 2 |  | 11 |  | 5 | 6 |

| 29 | 16 |

| 3 | 16 |  | 5 | 11 |  | 4 | 4 |

| 30 | 15 |

| 4 | 12 | 6 | 15 | 4 | 4 |

| 29 | 16 |

| 3 | 11 | 6 | 15 | 6 | 4 |

| 31 | 14 |

### Nämnder

#### Kommunstyrelse
| Presidium 2022–2026    | Presidium 2022–2026 | Presidium 2022–2026 |
| ---------------------- | ------------------- | ------------------- |
| Ordförande             | C                   | Lars Rosander       |
| Förste vice ordförande | KD                  | Åke Nilsson         |
| Andre vice ordförande  | S                   | Thomas Söreling     |

#### Övriga nämnder
| Nämnd                        | Ordförande | Ordförande          | Förste vice ordförande | Förste vice ordförande | Andre vice ordförande | Andre vice ordförande |
| ---------------------------- | ---------- | ------------------- | ---------------------- | ---------------------- | --------------------- | --------------------- |
| Barn- och utbildningsnämnden | M          | Magnus Hultman      | C                      | Elisabeth Löfkvist     | S                     | Mikael Lång           |
| Miljö- och byggnadsnämnden   | KD         | Lennart Davidsson   | V                      | Jerry Pettersson       |                       |                       |
| Socialnämnden                | C          | Per-Inge Pettersson | M                      | Conny Daag             | S                     | Jonny Bengtsson       |
| Trafiknämnden                | M          | Johan Svensson      | S                      | Tomas Söreling         |                       |                       |
| Valnämnden                   | C          | Camilla Ljungdahl   | S                      | Silva Andersson        |                       |                       |

### Valresultat 2022
| Parti                            | Valdistrikt | Valdistrikt | Kommun  |
| Parti                            | Starkaste   | Andel       | Andel   |
| -------------------------------- | ----------- | ----------- | ------- |
| C                                | Virserum    | 42,78 %     | 31,95 % |
| S                                | Ekeberg     | 37,64 %     | 24,65 % |
| KD                               | Järeda      | 27,27 %     | 13,80 % |
| SD                               | Lönneberga  | 17,58 %     | 13,58 % |
| M                                | Vena        | 11,11 %     | 8,13 %  |
| V                                | Hultsfred S | 9,82 %      | 6,34 %  |
| PNy                              | Hultsfred S | 1,82 %      | 0,64 %  |
| Data hämtat från Valmyndigheten. |             |             |         |

Exklusive uppsamlingsdistrikt. Partier som fått mer än en procent av rösterna i minst ett valdistrikt redovisas.

### Vänorter
- Rumia, Polen
- Ylihärmä, Finland

## Ekonomi och infrastruktur

### Näringsliv
I början av 2020-talet återfanns ungefär en fjärdedel av kommunens arbetstillfällen  inom tillverkningsindustrin, primärt inom skogs- och trävaruindustrin. Bland större företag inom industrisektorn återfanns IKEA Industry Hultsfred AB, Plannja AB, sågverket  Bergs Timber Production AB och AB Nya Järnforsens Stoppmöbler. Största arbetsgivare var dock kommunen själv med 1 525 anställda 2022. Samtidigt var dem största privata arbetsgivaren Ikea Industry Hultsfred AB med 375 anställda.

### Infrastruktur

#### Transporter
Genom kommunen går järnvägarna Stångådalsbanan, Nässjö-Oskarshamn samt smalspåret Hultsfred-Västervik.

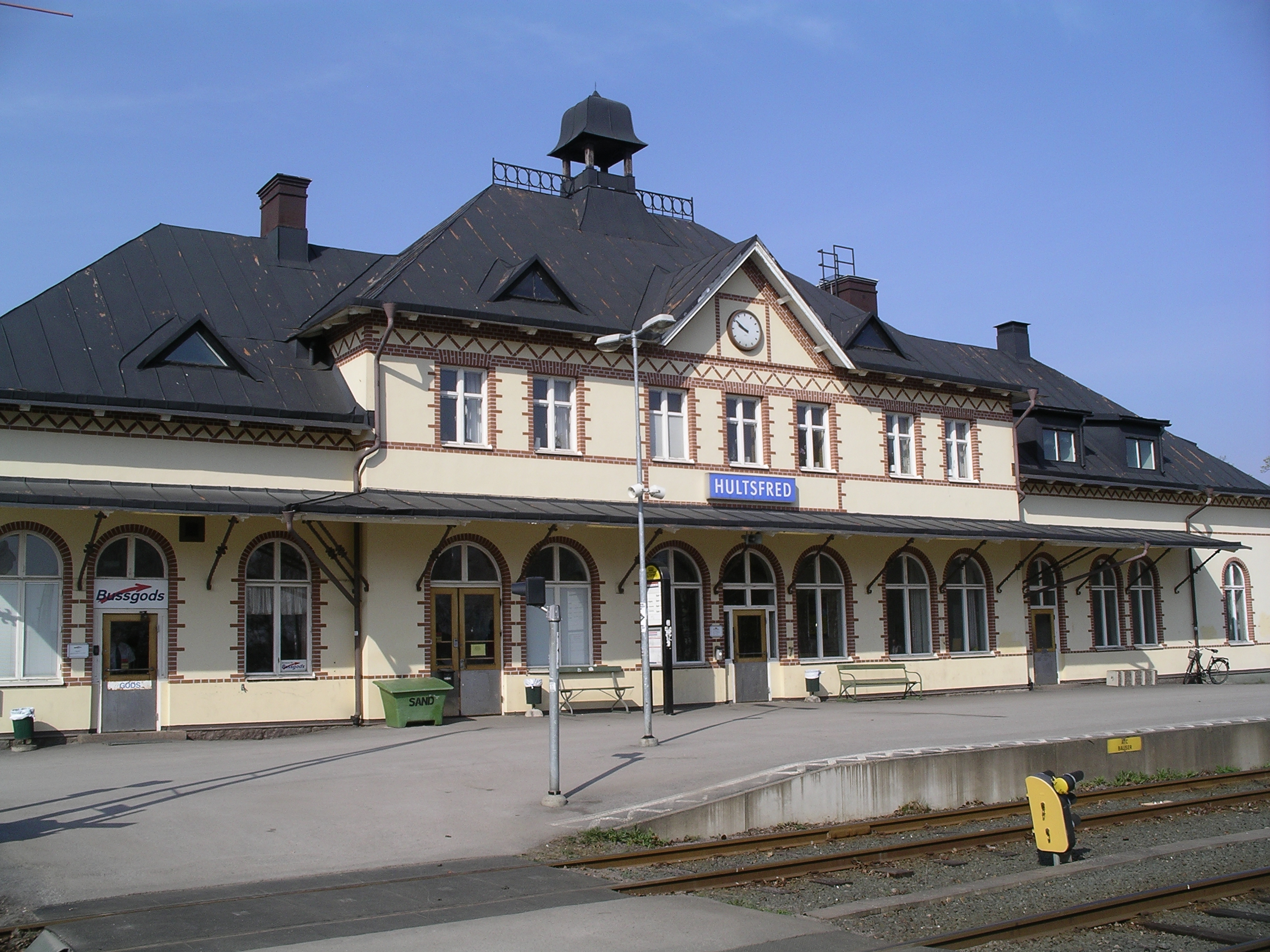
Hultsfreds station.

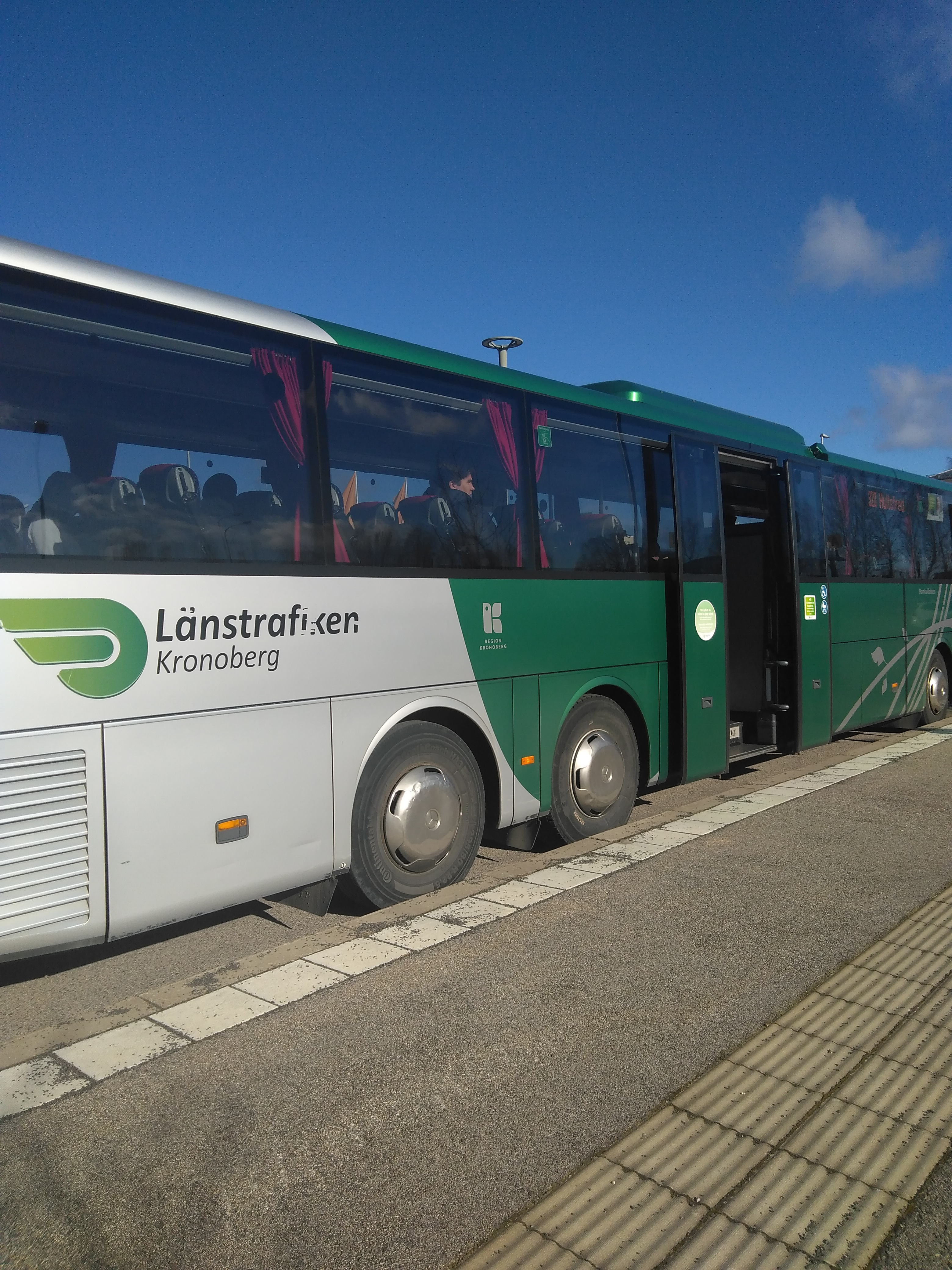
Buss från Region Kronoberg i Målilla terminal.

## Befolkning

### Demografi

#### Befolkningsutveckling
Kommunen har 13 673 invånare (31 december 2024), vilket placerar den på 169:e plats avseende folkmängd bland Sveriges kommuner.
Under lång tid hade kommunen en negativ befolkningstillväxt. Den trenden bröts 2016 som en följd av ökad inflyttning från utlandet.
| Befolkningsutvecklingen i Hultsfreds kommun 1970–2020 | Befolkningsutvecklingen i Hultsfreds kommun 1970–2020 | Befolkningsutvecklingen i Hultsfreds kommun 1970–2020 | Befolkningsutvecklingen i Hultsfreds kommun 1970–2020 | Befolkningsutvecklingen i Hultsfreds kommun 1970–2020 |
| ----------------------------------------------------- | ----------------------------------------------------- | ----------------------------------------------------- | ----------------------------------------------------- | ----------------------------------------------------- |
|                                                       |                                                       |                                                       |                                                       |                                                       |
| År                                                    |                                                       |                                                       | Folkmängd                                             |                                                       |
| 1970                                                  | 1970                                                  |                                                       | 19 550                                                |                                                       |
| 1975                                                  | 1975                                                  |                                                       | 18 422                                                |                                                       |
| 1980                                                  | 1980                                                  |                                                       | 17 794                                                |                                                       |
| 1985                                                  | 1985                                                  |                                                       | 16 961                                                |                                                       |
| 1990                                                  | 1990                                                  |                                                       | 17 020                                                |                                                       |
| 1995                                                  | 1995                                                  |                                                       | 16 762                                                |                                                       |
| 2000                                                  | 2000                                                  |                                                       | 15 163                                                |                                                       |
| 2005                                                  | 2005                                                  |                                                       | 14 456                                                |                                                       |
| 2010                                                  | 2010                                                  |                                                       | 13 696                                                |                                                       |
| 2015                                                  | 2015                                                  |                                                       | 13 919                                                |                                                       |
| 2020                                                  | 2020                                                  |                                                       | 14 107                                                |                                                       |

#### Utländsk bakgrund
Den 31 december 2014 utgjorde antalet invånare med utländsk bakgrund (utrikes födda personer samt inrikes födda med två utrikes födda föräldrar) 2 413, eller 17,56 % av befolkningen (hela befolkningen: 13 738 den 31 december 2014).

#### Invånare efter de vanligaste födelseländerna
Den 31 december 2014 utgjorde folkmängden i Hultsfreds kommun 13 738 personer. Av dessa var 2 098 personer (15,3 %) födda i ett annat land än Sverige. I denna tabell har de nordiska länderna samt de 12 länder med flest antal utrikes födda (i hela riket) tagits med. En person som inte kommer från något av de här 17 länderna har istället av Statistiska centralbyrån förts till den världsdel som deras födelseland tillhör.
| Födelseland      | Födelseland                       | Födelseland |
| ---------------- | --------------------------------- | ----------- |
| 31 december 2014 |                                   |             |
| 1                | Sverige                           | 11 640      |
| 2                | Tyskland                          | 375         |
| 3                | Syrien                            | 335         |
| 4                | Europeiska unionen: Övriga länder | 164         |
| 5                | Bosnien och Hercegovina           | 139         |
| 6                | Asien: Övriga länder              | 134         |
| 7                | Finland                           | 132         |
| 8                | / SFR Jugoslavien/FR Jugoslavien  | 116         |
| 9                | Europa utom EU: Övriga länder     | 112         |
| 10               | Danmark                           | 94          |
| 11               | Afrika: Övriga länder             | 80          |
| 12               | Afghanistan                       | 67          |
| 13               | Polen                             | 64          |
| 14               | Sydamerika                        | 60          |
| 15               | Irak                              | 52          |
| 16               | Somalia                           | 46          |
| 17               | Norge                             | 36          |
| 17               | Thailand                          | 36          |
| 19               | Iran                              | 24          |
| 20               | Kina                              | 10          |
| 21               | Nordamerika                       | 9           |
| 22               | Turkiet                           | 7           |
| 23               | Island                            | 3           |
| 23               | Okänt födelseland                 | 3           |
| 25               | Oceanien                          | 0           |
| 25               | Sovjetunionen                     | 0           |

## Kultur

### Kulturarv
I närheten av Emån finns Kungsbron som en gång i tiden var Kalmar läns mest trafikerade vägar men som också fungerar som ett minnesmärke över ett av Gustav II Adolfs  första slag. Slaget mot danskarna gick av stapeln 1612. Numer är endast en del av  brovalven synliga. Ett senare kulturarv är Fröåsa handpappersbruk som var områdets första industri när det uppfördes 1802. Verksamheten bedrevs till 1921.
I övrigt förknippas kommunen ofta med den numer nedlagda Hultsfredsfestivalen som årligen gick av stapeln 1986–2008 och 2011–2013.

### Kommunvapen
Blasonering: I blått en av vågskuror bildad bjälke, åtföjd ovan av tre bredvid varandra ställda granar och nedan av ett vattenhjul, allt av silver.
Vid kommunbildningen 1971 hade den namngivande enheten, Hultsfred, inget vapen. Däremot fanns tre andra vapen inom området. Kommunen gav då Riksarkivet i uppdrag att skapa ett nytt vapen. Vattenhjulet togs från Virserums vapen, granarna fanns i form av en granskura i Mörlundas vapen. Vågskurebjälken syftar på Emån och fanns i båda dessa vapen. Det nya vapnet registrerades år 1982.

Målilla landskommun (1953–1968)
Mörlunda landskommun (1957–1971)
Virserums köping (1959–1971)

## Galleri

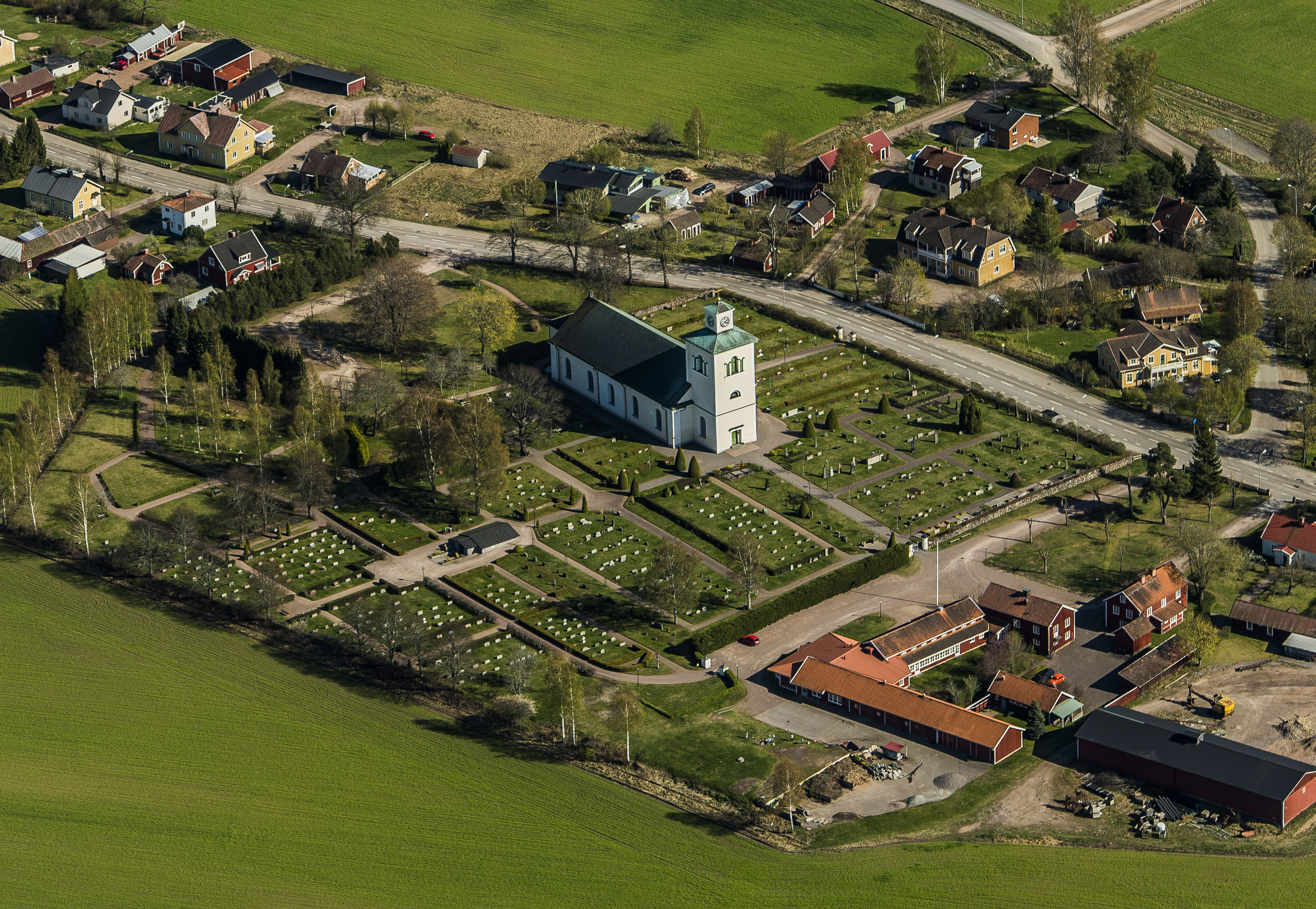
Målilla Kyrka
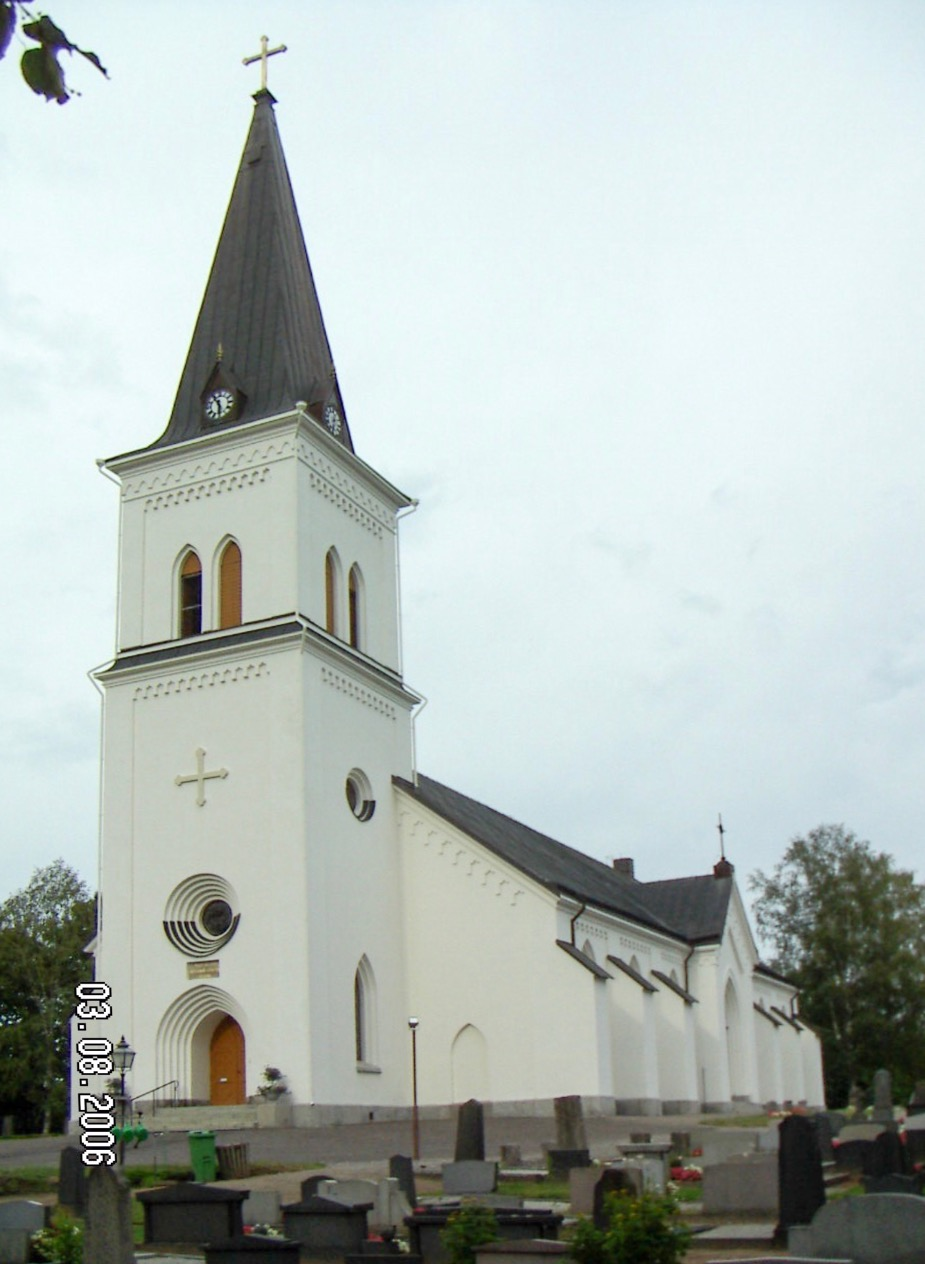
Virserum Kyrka
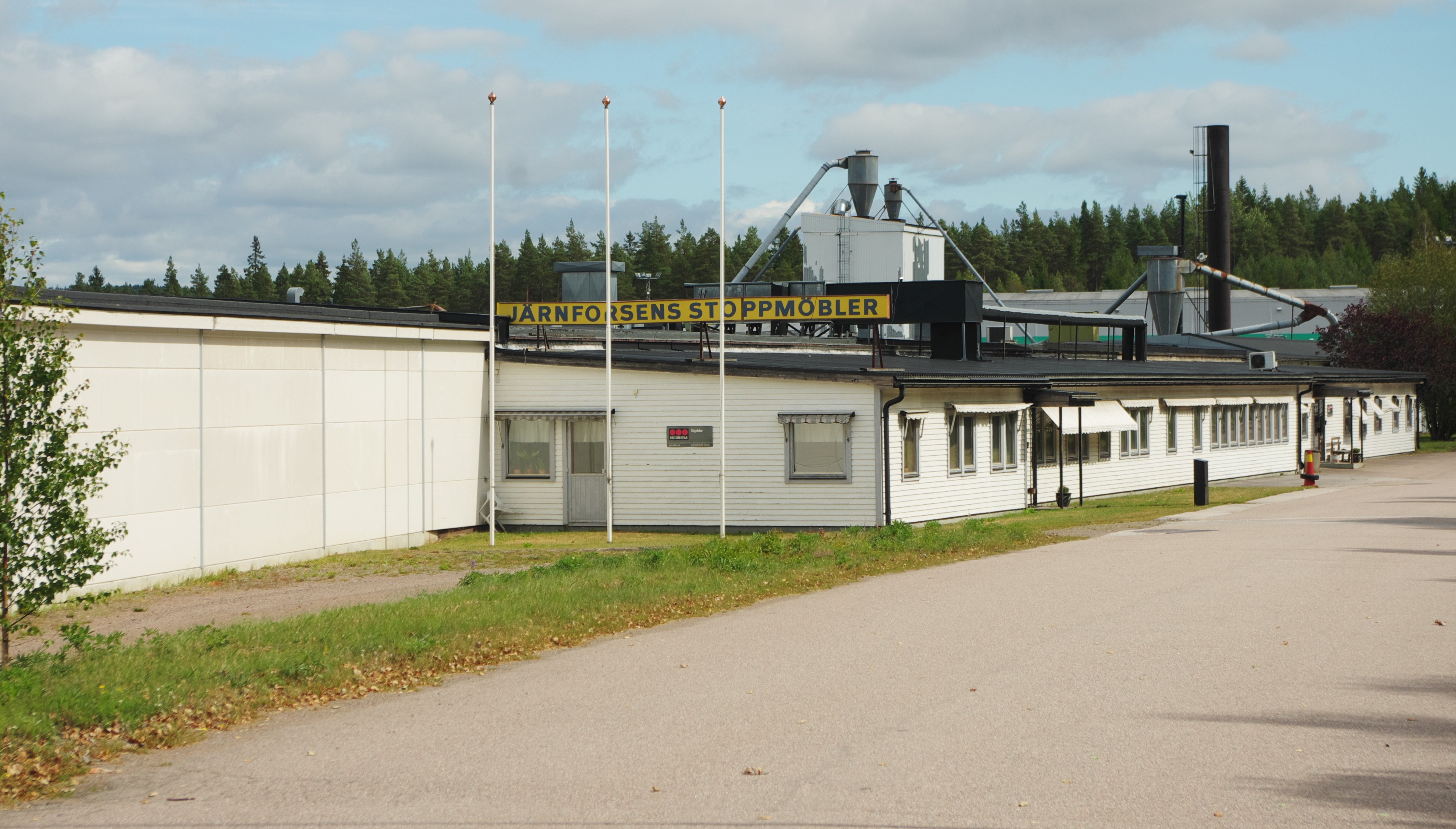
Järnforsens stoppmöbler 2016.
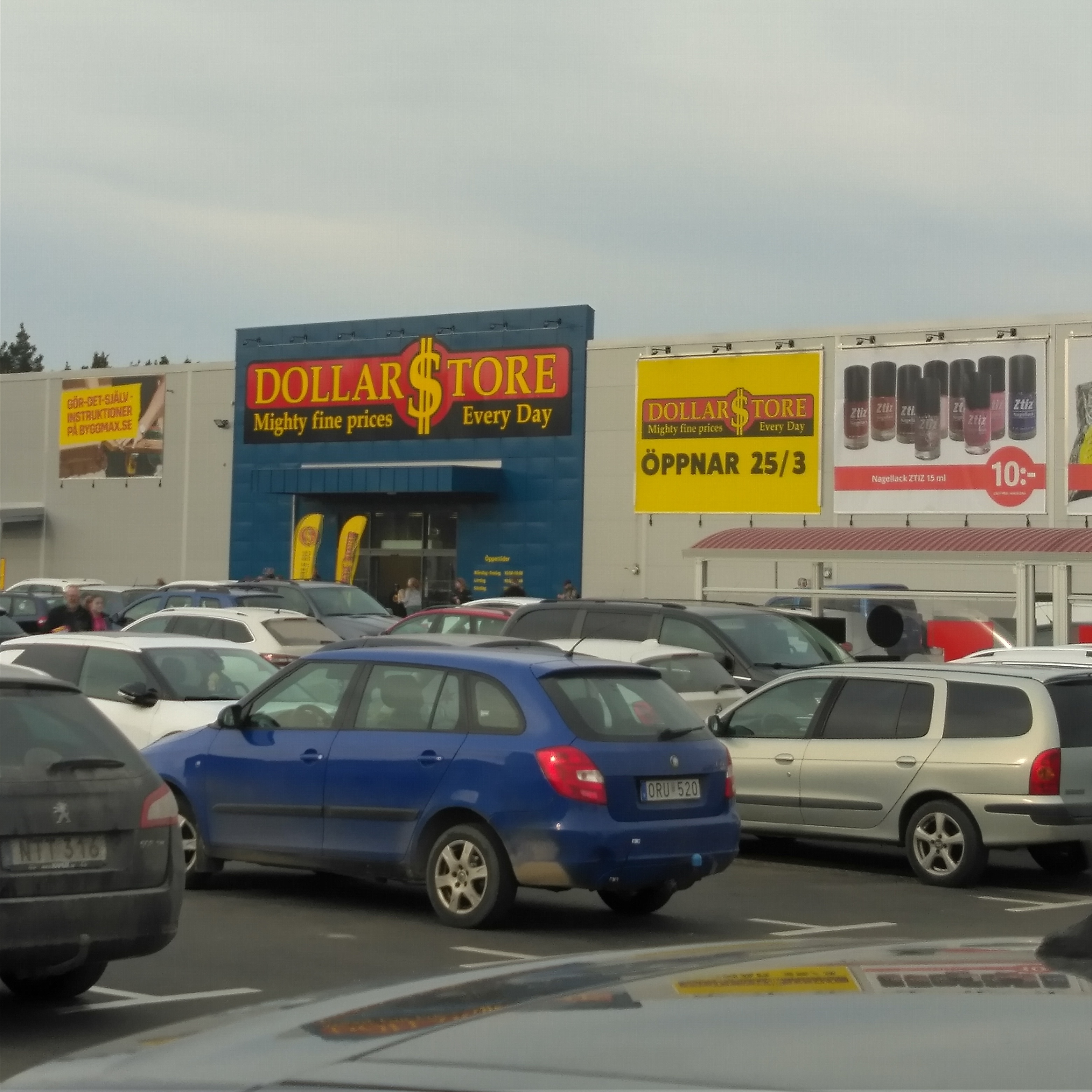
Dollarstore på Handelsområde Knekten
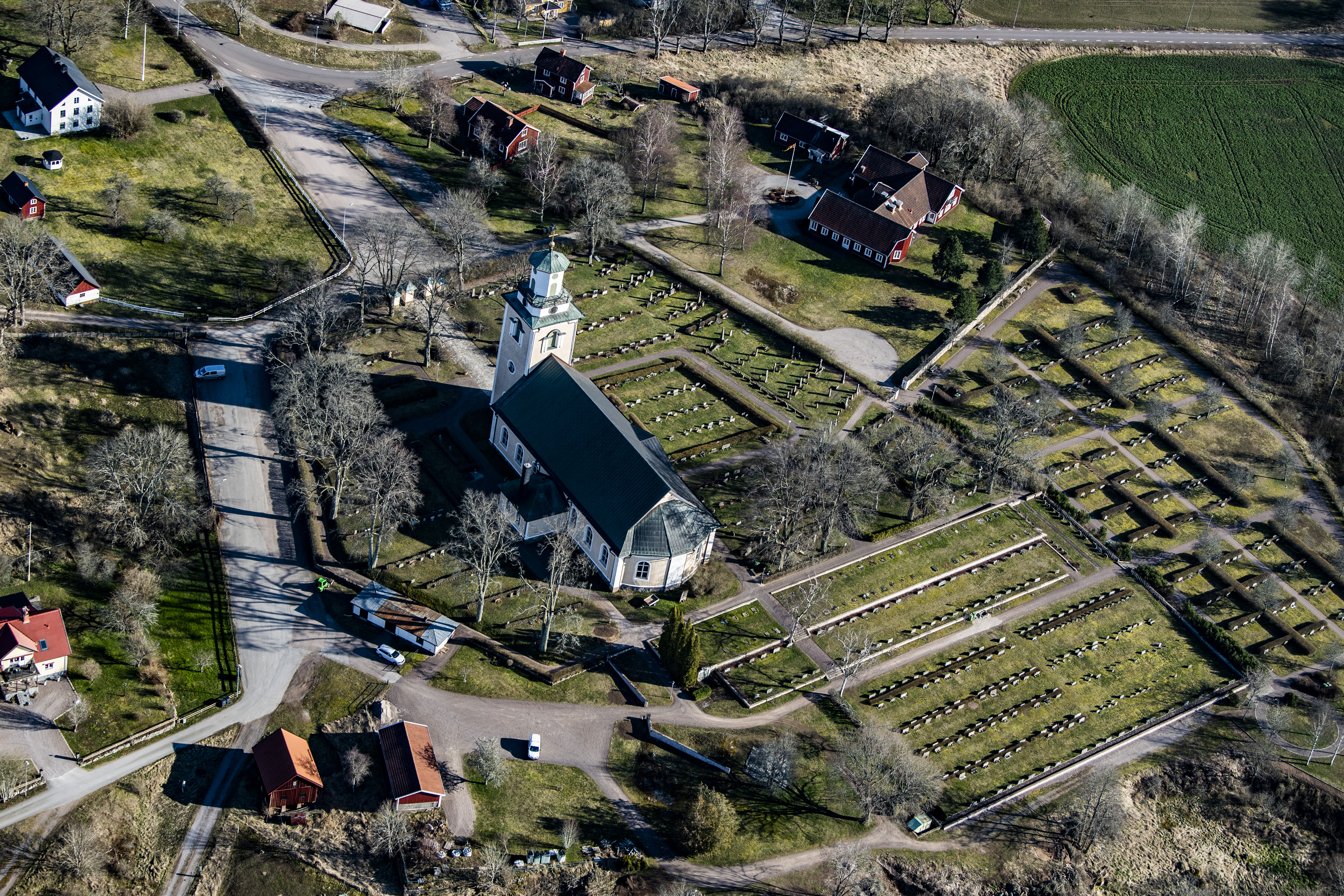
Mörlunda Kyrka
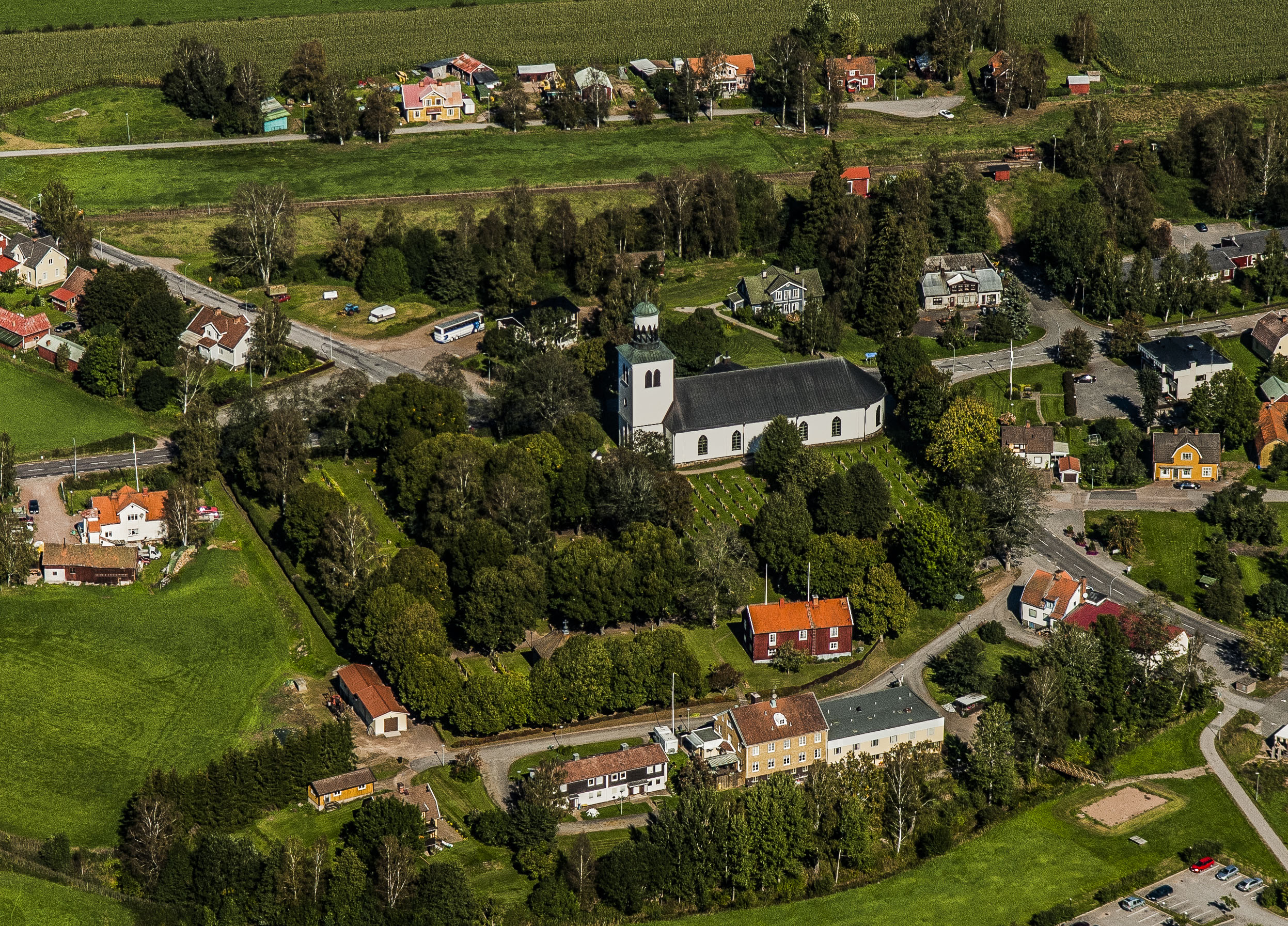
Vena Kyrka
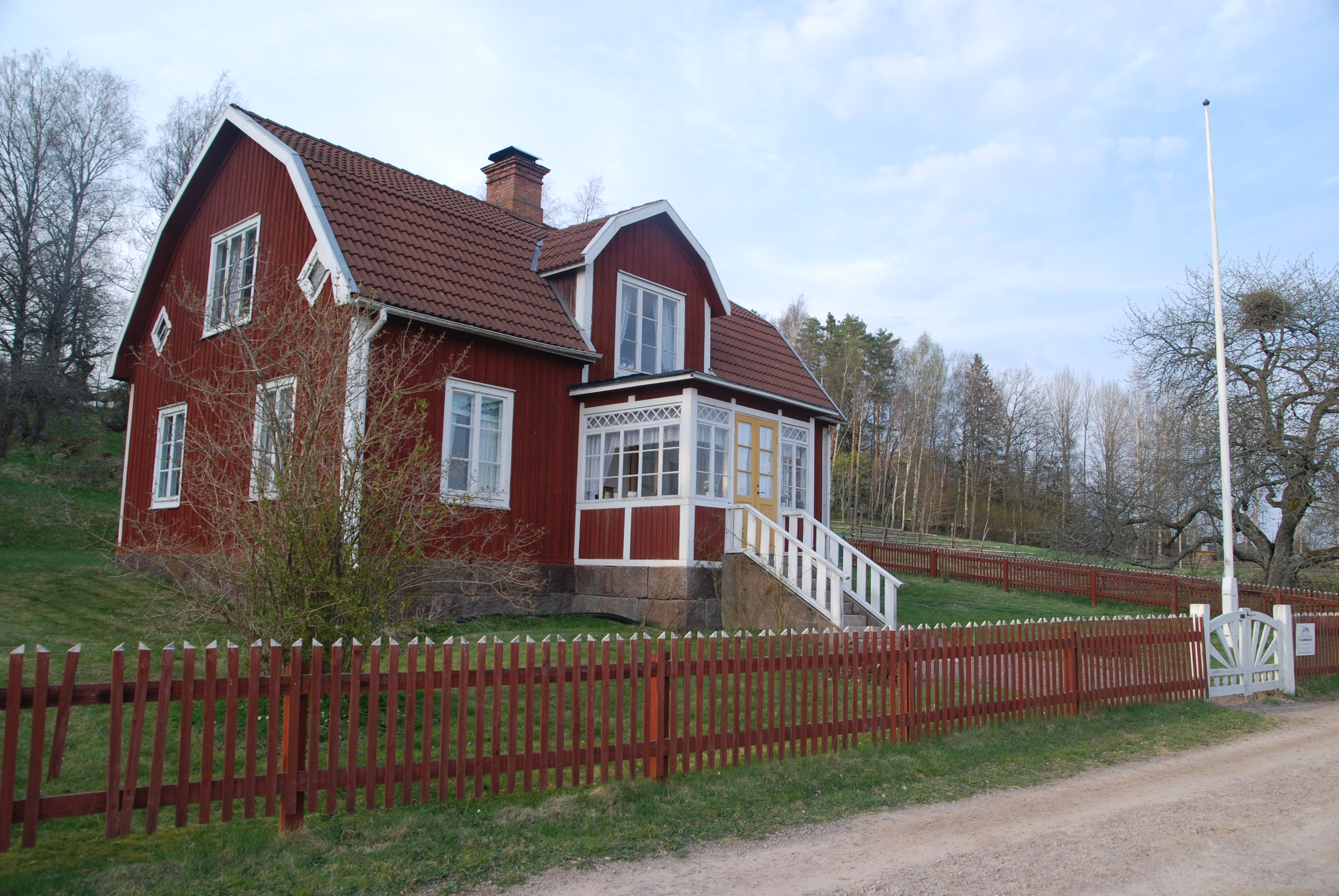
Katthult, Lönneberga